# Hondsbroeksche Pleij

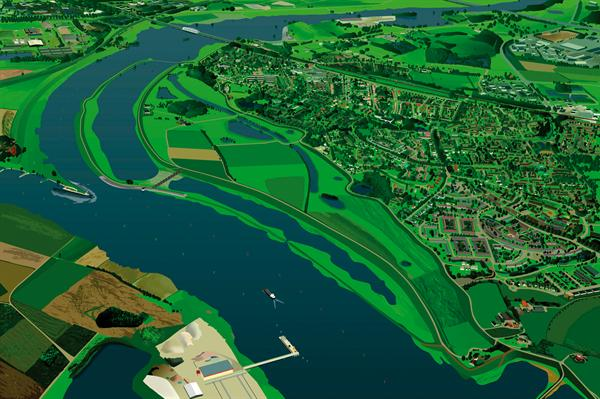
Impressie van het gebied na de herinrichting

De Hondsbroeksche Pleij is een voormalige uiterwaard in de buurt van de Gelderse plaats Westervoort. Het gebied ligt op de plaats waar de IJssel aftakt van de Nederrijn. In het kader van het project Ruimte voor de rivier is het gebied ingrijpend veranderd, met als doel de verdeling van het water tussen de Nederrijn en de IJssel beter te kunnen regelen. De herinrichting van de Hondsbroeksche Pleij is op 30 januari 2012 opgeleverd.
Om de waterdoorvoer te verbeteren en beter te kunnen regelen is een hoogwatergeul gemaakt in de voormalige uiterwaard, door 150 tot 250 meter landinwaarts van de oude dijk een nieuwe dijk te bouwen. In de nieuwe geul is een 150 meter lange betonnen constructie gebouwd die met betonnen schuiven is afgesloten. Door bij hoogwater deze schuiven met een kraan te verwijderen kan men de hoeveelheid water die naar de IJssel stroomt naar believen groter maken. Al sinds de 18e eeuw geldt de afspraak dat 1/3 van het water dat vanaf het Pannerdensch Kanaal komt naar de IJssel moet stromen. Zonder deze extra maatregelen kon dit bij hoogwater niet meer gegarandeerd worden, en bestond het risico dat ofwel de Nederrijn ofwel de IJssel te veel water te verwerken zou krijgen.
Het overgebleven deel van de Hondsbroeksche Pleij is een polder geworden. De waterstand wordt er met een gemaal beheerst, om bij hoogwater het grondwaterniveau in Westervoort en omgeving niet te veel te laten stijgen.